# 조형 (조선)
조형(趙珩, 1606년 ~ 1679년)은 조선 후기의 문신이다. 본관은 풍양(豊壤), 자는 군헌(君獻), 호는 취병(翠屛), 시호는 충정(忠貞)

## 생애
1630년(인조 8년) 식년문과에 병과로 급제하여, 충청도 관찰사, 도승지, 대사간, 예조참판, 경기도 관찰사, 대사헌, 형조판서, 공조판서, 예조판서, 우참찬, 좌참찬, 판의금부사를 지냈으며, 1655년 통신사로 일본을 다녀와 《부상일기(扶桑日記)》를 기록하였다.

## 가계
- 조부 : 조기(趙磯) - 사헌부 감찰
  - 아버지 : 조희보(趙希輔) - 승지
    - 부인 : 사천 목씨 - 호조참판 목장흠(睦長欽)의 딸, 이조참판 목첨(睦詹)의 손녀
      - 딸 : 청송 심씨 심추(沈樞)에게 시집감 - 인조반정 정사공신 1등 공조참판 청운군 심명세(靑雲君 沈命世)의 양자, 여주목사
      - 아들 : 조상정(趙相鼎) - 진사
      - 며느리 : 남양 홍씨 - 관찰사 홍명일(洪命一)의 딸
        - 손녀 : 청송 심씨 심정협(沈廷協)에게 시집감 - 영의정 심지원의 손자, 효종의 부마 청평도위 심익현(靑平都尉 沈益顯)의 차남, 상의원 첨정

## 같이 보기
- 조선 통신사

| 전임 윤순지 | 제6대 조선 통신사 정사 1655년 | 후임 윤지완 |